# Max Schäfer
Max Schäfer (Landshut, 17 gennaio 1907 – 15 settembre 1990) è stato un allenatore di calcio e calciatore tedesco, di ruolo difensore.

## Palmarès

### Allenatore

#### Competizioni nazionali
- Coppa di Germania: 1

Monaco 1860: 1942